# Pascal Aho
Pascal Aho är en friidrottare från Benin. Han deltog vid olympiska sommarspelen 1980.